# Henry B. Gonzalez

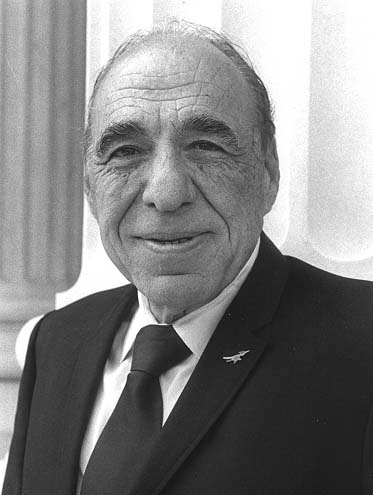
Henry B. Gonzalez

Henry Barbosa Gonzalez (* 3. Mai 1916 in San Antonio, Texas; † 28. November 2000 ebenda) war ein US-amerikanischer Politiker. Zwischen 1961 und 1999 vertrat er den Bundesstaat Texas im US-Repräsentantenhaus.

## Werdegang
Henry Gonzalez studierte an der University of Texas in Austin und absolvierte danach bis 1935 das San Antonio College. Anschließend studierte er bis 1943 an der St. Mary’s University School of Law Jura. In den folgenden Jahren arbeitete er als Berater und von 1945 bis 1947 als Leiter der Bewährungsbehörde im Bexar County. Gleichzeitig begann er als Mitglied der Demokratischen Partei eine politische Laufbahn. Von 1953 bis 1956 gehörte er dem Stadtrat von San Antonio an. Danach saß er zwischen 1956 und 1961 im Senat von Texas.
Nach dem Rücktritt des Abgeordneten Paul Joseph Kilday wurde Gonzalez bei der fälligen Nachwahl für den 20. Sitz von Texas als dessen Nachfolger in das US-Repräsentantenhaus in Washington, D.C. gewählt, wo er am 4. November 1961 sein neues Mandat antrat. Nach 18 Wiederwahlen konnte er bis zum 3. Januar 1999 im Kongress verbleiben. In diese Zeit fielen unter anderem der Vietnamkrieg, die Watergate-Affäre und der Höhepunkt der Bürgerrechtsbewegung. Von 1977 bis 1979 war Gonzalez Vorsitzender des Select Committee on Assassinations, das die politischen Attentate der 1960er Jahre nochmals untersuchte. Dazu gehörten auch die Anschläge auf Präsident John F. Kennedy und Martin Luther King. Zwischen 1989 und 1995 leitete Gonzalez den Finanzausschuss.
Am Ende seiner Zeit als Parlamentarier erkrankte er und konnte über ein Jahr lang nicht an den Sitzungen des Kongresses teilnehmen. Aus diesem Grund verzichtete er 1998 auch auf eine weitere Kandidatur. Er schaffte es aber, dass sein Sohn Charles die Nominierung seiner Partei für sein Abgeordnetenmandat erhielt. Dieser wurde dann auch zu seinem Nachfolger gewählt. Der jüngere Gonzalez übt sein Mandat bis heute aus. Sein Vater starb am 28. November 2000 in San Antonio.